# 菊池隆吉
菊池 隆吉（きくち たかよし、文化9年（1812年） - 没年不詳）は、江戸時代末期の旗本。長谷川専悦の子で、菊池惣助の養子となる。通称大助。官位は伊予守、丹後守。
勘定吟味役から、文化2年（1862年）7月3日に外国奉行となった。慶応3年（1867年）4月28日外国奉行並柴田剛中とともにイギリス公使館において生麦事件の賠償金支払いに関する文書を取り交わしを行った。慶応4年（1868年）1月15日より同28日まで勘定奉行を務め、その後は勤仕並寄合となった。